# Nullsoft
Nullsoft, Inc. é uma companhia de software house fundada em Sedona, Arizona em 1998 por Justin Frankel. Entre seus produtos incluem o reprodutor de mídia Winamp, e o servidor de streaming de mídia MP3 SHOUTcast. Nos anos seguintes, seu sistema de instalação de código aberto, o Nullsoft Scriptable Install System (NSIS) se torna uma alternativa para produtos comerciais como o InstallShield. O nome da empresa é uma paródia de Microsoft. Mike a Lhama é o mascote da empresa, que é referenciado frequentemente em materiais promocionais (especialmente para o Winamp) citando lhamas. Frankel introduziu a lhama no clipe sonoro de inicialização do Winamp, inspirado pelas palavras de Wesley Willis: “Winamp, it really whips the llama's ass!”.
A Nullsoft foi vendida para a AOL (antes conhecida como America Online) em 1° de junho de 1999, que logo depois disso se tornou uma subsidiária da America Online. Depois da aquisição, a sede da Nullsoft foi movida para São Francisco, Califórnia. Seus criações recentes incluem o formato Nullsoft Streaming Video (NSV), que tinha a intenção de usar qualquer codec de áudio e vídeo para o fluxo de mídia. Em 2002, a imprensa noticiou uma tecnologia chamada de Ultravox, que estava sendo desenvolvida pela Nullsoft. A Nullsoft criou o Gnutella e o WASTE. Embora a AOL tentasse limitar a distribuição do Gnutella e do WASTE, a tecnologia Ultravox supostamente foi usada por alguns serviços de rádio da AOL em 2003. Um serviço chamado Nullsoft Television foi anunciado em 2003 usando o NSV.
A Nullsoft lançou várias versões do player Winamp, e viu sua base única de assinantes subir de 33 milhões para 52 milhões de usuários em 2005. Os escritórios da Nullsoft em São Francisco foram fechados em 2003, ao mesmo tempo em que Frankel e a equipe de desenvolvimento original do Winamp a deixam. A Nullsoft então se torna uma divisão da AOL Music. Em 2013, alguns sites da AOL Music foram encerrados, e outros foram vendidos para a Townsquare Media.